# Pavle Jovanovic
Pavle Jovanovic (Toms River, 11 de enero de 1977-3 de mayo de 2020) fue un deportista estadounidense que compitió en bobsleigh.
Ganó una medalla de bronce en el Campeonato Mundial de Bobsleigh de 2004. Participó en los Juegos Olímpicos de Turín 2006, ocupando el séptimo lugar en las pruebas doble y cuádruple.
Se suicidó a la edad de 43 años.

## Palmarés internacional
| Campeonato Mundial | Campeonato Mundial   | Campeonato Mundial | Campeonato Mundial |
| Año                | Lugar                | Medalla            | Prueba             |
| ------------------ | -------------------- | ------------------ | ------------------ |
| 2004               | Königssee (Alemania) | Medalla de bronce  | Cuádruple          |